# 苏溪镇 (泰和县)
苏溪镇是江西省泰和县下辖的一个镇，位于县境西南部，毗邻万安县，总面积98平方公里，其中山地面积10万亩，耕地面积3.8万亩，常住人口2.2万余人，其中农业人口1.9万余人。

## 地理
全境分为两个差异较大的部分，西部为高低丘地带，蜀水自西南的万安县韶口乡入境，在此段建有梅陂水库，附近原设有三线企业庆江化工厂；东南为蜀水环绕的河谷平原，地势平坦，是全镇的主体部分。

## 交通
105国道穿越东南平原，镇政府驻地距县城公里22公里、泰和火车站27公里、井冈山机场37公里。

## 政区沿革
1950年时属白土乡、油居乡和万安县苏溪乡、上宏乡。1954年苏溪乡、上宏乡划归泰和县，1956年四乡合并设立新的白土乡。1958年改为苏溪人民公社，1969年与栖龙公社一起并入马市公社，1972年复为苏溪人民公社，1984年撤消人民公社，改设苏溪乡。1986年8月13日苏溪乡上宏、高溪、横塘、芝背、苏溪、石陂、上彭、石洲八个村被划归万安县设置上宏乡，次年3月17日上宏乡撤消，八个村仍划回苏溪乡。1996年10月18日撤消苏溪乡，改设苏溪镇。

## 行政区划
苏溪镇现辖1个居委会和12个村委会，分别为：上宏村、高溪村、芫背村、苏溪村、横塘村、三居村、上彭村、下彭村、水口村、模山村、雷冈村、石陂村，镇政府驻上彭村。